# Chirodropus gorilla
Chirodropus gorilla ist eine Art der Würfelquallen (Cubozoa) aus der Familie der Chirodropidae. Sie kommt im Südatlantik vor.

## Merkmale
Der Schirm misst etwa 12 cm im Durchmesser und ist etwa 15 cm hoch. Er ist glockenförmig bis halbkugelig mit wenig ausgeprägten Kanten und gewölbten Seiten. Das Velarium hängt vom Rand des Schirms nach unten. Vom Apex gehen acht flache Längsfurchen aus, die den Schirm in acht wulstartige Felder teilen, vier perradiale etwas breitere Seitenwülste und vier etwas schmalere Kantenwülste. Das Manubrium (Mundrohr) ist annähernd pyramidenförmig und etwa so lang wie der Gastralraum. An den vier Ecken inserieren handförmige, asymmetrische Pedalia an, die knapp 2,5 cm lang sind. An jedem Pedalium setzen neun lange dünne fingerartige Tentakeln an, insgesamt also 36 Tentakeln. Die "Finger" alternieren unregelmäßig und nehmen von oben nach unten an Länge ab. Unter dem randlichen Nervenring, der sich etwa auf der Hälfte der Schirmhöhe befindet, setzen 16 gallertige Lappen an. Sie sind mit und durch das Velarium miteinander verbunden. Sie sind abwechselnd etwas kürzer und länger. Die längeren Lappen sind 15 mm breit und 25 mm lang. Sie sind im Grund Seitenflügel der perradialen Schirmkanten. Sie fassen das Frenulum mit ein, das sich von der Sinnesnische bis zum Velariumrand erstreckt. Die acht etwas kürzeren interradialen Seitenlappen (22 mm breit, 20 mm lang) stellen im Grunde Seitenflügel der vier interradialen Pedalien dar. Diese inserieren 45 mm oberhalb des Velariumrandes. Die Lappen enthalten Divertikula der perradialen Gastraltaschen, von denen sehr stark verzweigte velariale Kanäle ausgehen. Der Magen ist relativ groß und kugelig. Auf den vier etwas vorspringenden perradialen Kanten münden die Leberdrüsen. Die vier Gastraltaschen hängen von der Subumbrella. Die vier Paare von Gonaden setzen an der Subumbrella an und haben die Form traubenartiger Anschwellungen.
Die vier perradialen Sinnesnischen sind relativ tief und herzförmig. Sie sitzen an den Seiten der Glocke und etwa 60 mm über dem Rand zum Velarium. In den Gruben sitzen die keulenförmigen Rhopalien auf schlanken Stielen.

## Geographisches Vorkommen und Lebensweise
Der Holotyp wurde vor der Küste der historischen Landschaft von "Loango" (heute etwa Cabinda), etwa auf 5° südlicher Breite gefangen. Später kamen noch Fänge vor Moanda (Gabun), Liberia und Südafrika hinzu. Über die Lebensweise ist so gut wie nichts bekannt.

## Systematik
Chirodropus gorilla ist die Typusart der Gattung Chirodropus Haeckel, 1880, zu der auch noch Chirodropus palmatus Haeckel, 1880 gestellt wird. Ernst Haeckel schreibt zur Wahl des etwas eigenwilligen Artepithetons: "Da diese merkwürdige vierhändige Meduse demnach an der Küste von Nieder-Guinea, der Heimath des Gorilla einheimisch ist, benenne ich sie zu Ehren dieses höchst entwickelten Anthropomorphen."